# Turtle Lake (Montana)
Turtle Lake – jednostka osadnicza w Stanach Zjednoczonych, w stanie Montana, w hrabstwie Lake.